# متكثف الغاز الطبيعي
متكثف الغاز الطبيعي هو خليط منخفض الكثافة من عدة سوائل هيدركربونية توجد على شكل غازات في الغاز الطبيعي الخام المستخلص من العديد من حقول الغاز الطبيعي. تتكثف هذه المواد من الغاز الخام عندما تنخفص حرارته تحت نقطة الندى الهيدروكربونية لذلك الغاز.
غالبا ما يشار إلى متكثف الغاز الطبيعي باسم المتكثف أو متكثف الغاز. وأحيانا يشار إليه باسم البنزين الطبيعي لاحتوائه على هيدروكربونات ذات درجات غليان توافق درجات غليان المواد المكونة للبنزين. وقد ينتج الغاز الطبيعي الخام من أحد مصادر ثلاثة:
- آبار النفط الخام: يعرف الغاز المستخلص في هذه الحالة باسم الغاز المصاحب. وقد يوجد الغاز منفصلا عن النفط الخام في الآبار التحتية أو ذائبا فيه.
- آبار الغاز الجاف: تنتج هذه الآبار عادة غاز جافا لا يحتوي أي سوائل هيدروكربونية. ويعرف هذا الغاز باسم غاز غير مصاحب.
- آبار المتكثف: تنتج هذه الآبار غازا خاما محتويا على الغاز الطبيعي السائل. ويعرف هذا الغاز أيضا بالغاز غير المصاحب.

## مكونات متكثف الغاز الطبيعي
هناك المئات من حقول الغاز حول العالم لكل منها مكونات مختلفة لمتكثف الغاز. لكن هناك خصائص عامة لمتكثف الغاز، فكثافته النوعية تترواح بين 0.5 و0.8 وقد يحتوي على:
- كبريتيد الهيدروجين (H2S).
- ثيولات تعرف عادة بالمركبتانات (ويرمز لها برمز RSH، حيث تعبر الـ R عن مجموعة عضوية كالميثيل والإيثيل وغيرها).
- ثاني أكسيد الكربون (CO2).
- ألكانات غير متفرعة تحتوى على 2 إلى 12 ذرة كربون (C2 إلى C2).
- هكسان حلقي وأحيانا ألكانات حلقية أخرى.
- مركبات عطرية (كالبنزين والتولوين والزايلين والإيثيل بنزين).

## فصل المتكثف عن الغاز الطبيعي الخام

مخطط توضيحي لإحدى عمليات استخلاص المتكثف من الغاز الطبيعي الخام

هنالك مئات الترتيبات المختلفة لمعدات التي يمكن استخدامها في عمليات المعالجة اللازمة لفصل المتكثف عن الغاز الطبيعي الخام. ويمثل المخطط البياني المرفق واحدة من الترتيبات المختلفة.
في هذه العملية، يساق الغاز الطبيعي من البئر أو الآبار ليبرد لدرجة حرارة أقل من نقطة ندى الهيدروكربون مما يكثف قسم كبير من الهيدروكربونات المتكثفة في الغاز. الخليط الناتج من التبريد يحتوي على الغاز والسائل المتكثف والماء يأخذ إلى وعاء فصل عالي الضغط لتخليص المتكثف من الغاز والماء. الغاز المستخلص من هذا الوعاء يضغط بواسطة ضاغطة الغاز الرئيسية.
متكثف الغاز من وعاء الفصل عالي الضغط يمرر خلال صمام تحكم للتمدد الحراري لينخفض ضغط الغاز ويرسل بعدها إلى وعاء فصل منخفض الضغط. يؤدي الانخفاض في الضغط إلى تبخر جزئي للمتكثف، وهي عملية تعرف بالتبخيري الوميضي. الغاز المنبعث من وعاء الفصل الثاني يضغط باستخدام ضاغطات داعمة ثم يبرد في مبادل حراري ليضغط أخيرا بواسطة الضاغطة الرئيسية. تقوم ضاغطة الغاز الرئيسية برفع ضغط الغازات من أوعية الفصل ليلائم الضغط المطلوب لنقل الغاز بواسطة الأنابيب إلى منشأة معالجة الغاز الطبيعي. ويعتمد الضغط المطلوب على المسافة بين الضاغطة ومنشأة المعالجة وقد تتطلب الأمر أحيانا مجموعة ضواغط على عدة مراحل.
في منشأة معالجة الغاز الطبيعي يتم تجفيف الغاز وإزالة الغازات الحامضية والشوائب الأخرى. بعد ذلك يفصل الإيثان والبروبان والبيوتانات والبنتانات والألكانات الأثقل وتأخذ للاستعمال كمنتجات ثانوية.
أما الماء الذي يفصل في أوعية الفصل عالية ومنخفضة الضغط فغالبا ما يلزم معالجته لإزالة كبريتيد الهيدروجين قبل أن التخلص منه أو إعادة استخدامه بشكل أو بآخر.
أخيرا، فيتم إعادة حقن بعض الغاز المستخلص من الأوعية إلى آبار الغاز للمحافظة على ضغط حقل الغاز.